# Clementine (Software)
Clementine ist ein freier Audioplayer für Linux, macOS und Windows. Es handelt sich um eine Abspaltung des Programms Amarok in der Version 1.4.10. Grund war die nach Ansicht der Autoren unbefriedigende Entwicklung der Version 2 von Amarok.

## Überblick
Clementine wurde auf Qt 4 portiert und ist damit unabhängig von KDE-Bibliotheken installierbar, es ist damit keine KDE-Applikation mehr. Weiterhin ist die Bereitstellung für die drei wichtigen Desktop-Betriebssysteme ohne großen Aufwand möglich. Funktionalität und Bedienungsführung des ursprünglichen Amarok 1.4.x wurden weitgehend übernommen und weiterentwickelt.
Clementine wurde seit seinem Entstehen sehr häufig heruntergeladen und wurde unter anderem wegen der hohen Entwicklungsaktivität und -kontinuität in die Build-Dienste der wichtigen Distributionen aufgenommen, unter anderem bei Packman. Es ist Teil der Standard-Installation der Linux-Distribution Sabayon und der vom türkischen Staat für Behörden entwickelten Distribution Pardus. Für Gnome wird neben dem Standard-Abspielprogramm Rhythmbox auch Clementine empfohlen.

### Funktionsumfang (Auswahl)
- Durchsuchen und Abspielen der lokalen Musiksammlung.
- Konfigurierbare Spaltenansicht
- Internetradio von Spotify, Grooveshark, Last.fm, SomaFM, Magnatune, Jamendo, SKY.fm, Digitally Imported, JAZZRADIO.com, SoundCloud, Icecast und Subsonic servers
- Abspielen von Audio-CDs
- Nutzung von Box, Dropbox, Google Drive, Skydrive und Ubuntu One.
- Fernbedienung mittels Android-App[9], Wii-Fernbedienung, MPRIS oder Kommandozeile
- intelligenter sowie dynamische Wiedergabelisten (Playlists)
- Im- und Export von Wiedergabelisten (M3U, XSPF, PLS und ASX)
- Verarbeitung von Cuesheets
- Unterstützung von MTP- und USB-Medien, iPod, iPhone
- Bearbeitung von Metadaten mit Mehrfachumbenennung
- Suchen fehlender Tags von MusicBrainz
- Sidebar-Informationen zu Alben, Song-Texten, Künstlerbiographien sowie Anzeige von Bildern
- Audiovisualisierung des projectM
- Liedtexte, Biografien und Fotos von Künstlern
- Cover-Verwaltung mit automatischem Herunterladen fehlender Cover
- Über- und Ausblenden
- Durchsuchen der Playlist und von Datenträgern
- Transkodierung nach MP3, (Ogg-)Vorbis, (Ogg-)Speex, FLAC, AAC und Opus
- Optional native Desktop-Benachrichtigung in Linux (libnotify) und Mac OS X (Growl)
- Moodbars integriert.

## Fork
Da es seit 2016 keine Versionsupdate mehr gab, wurde 2018 das Projekt Strawberry gestartet, das ein Fork von Clementine ist. Dabei wurden vor allem die in dem Player eingebundenen Dienste für die Coveranzeige, den Song-Texten und der Künstlerbiographien auf den neuesten Stand gebracht. Außerdem wurde der Code QT 6 kompatibel gemacht. Neben dem Quelltext gibt es bereits zahlreiche fertig kompilierte Pakete für Linux-Distributionen, macOS und Windows.